# Julie Pellizzone
Julie Pellizzone, née à Marseille le 24 décembre 1768 et morte à Paris le 23 août 1837, est une mémorialiste française.

## Biographie
Julie Pellizzone est la fille d'Anne Marie Chauvin et du peintre Étienne Moulinneuf secrétaire et cofondateur de l'Académie de peinture et de sculpture de Marseille qui deviendra en 1802 l'Académie de Marseille. Elle est la petite fille d'Antoine Moulinneuf, médecin major des galères mort en 1720 de la peste. Elle dit avoir conservé de ce respectable grand-père un livre manuscrit relié en maroquin rouge contenant le secret de la guérison de l'hydropisie : cette potion s'appelait la moulinnine. La famille habite rue du Tapis-Vert à l'angle du grand Cours, actuel Cours Belsunce. Étienne Moulinneuf qui ne veut pas envoyer sa fille au couvent, s'occupe personnellement de son éducation. Julie passe son enfance dans un milieu bourgeois et aristocratique, en compagnie notamment de son parrain, l'érudit Jean-Baptiste Grosson.
En août 1783 Joseph Vincent Pellizzone enlève Julie qui n'a pas encore quinze ans et l'épouse aussitôt en l'église Saint-Martin. Le mari de Julie dont la famille est d'origine napolitaine, a déjà voyagé en Martinique et à Saint-Domingue et, revenu en Europe, travaille dans une maison de commerce. En 1787, grâce à la protection de l'ambassadeur de France à Naples le baron de Talleyrand, oncle de Charles-Maurice de Talleyrand-Périgord, la famille Pellizzone est rétablie dans ses propriétés héréditaires dont un palais à Naples et une distillerie d'eau-de-vie à Pouzzoles. Julie, parlant parfaitement l'italien, suit son mari à Naples et durant leur séjour qui durera dix-huit mois, sera présentée à la cour de Ferdinand IV pour être lectrice de français du jeune prince héréditaire. Elle visitera Naples et ses environs et aura l'occasion d'assister à une spectaculaire éruption du Vésuve. Cependant Julie, inquiète pour la santé de son père et ayant le mal du pays, presse son époux de retourner à Marseille. Il accepte, mais son frère, Jean-Baptiste Victor Pellizzone, resté à Naples, héritera des biens napolitains de la famille.

## Descendance
Julie Pellizzone aura six enfants dont deux filles atteindront l'âge adulte :
- Catherine Louise Antoinette dite "Ninette" née le 25 août 1789 et morte le 17 février 1866, qui épousera le 14 janvier 1807 Jean-Joseph Auguste Vernet, fabricant de faïence;
- Adélaïde Pierrette cécile dite "Mimi" née le 29 octobre 1790 et morte le 23 avril 1854, qui épousera le 3 juillet 1810 Joseph Blanc, commerçant.

## Décès
Julie Pellizzone meurt à Marseille le 23 août 1837. Elle n'est pas inhumée dans le tombeau familial des Moulinneuf qui se trouvait dans l'église Saint-Cannat de Marseille car les inhumations dans les églises étaient devenues interdites. La dépouille de Julie a été probablement ensevelie au cimetière Saint-Charles créé en 1820, puis transféré à celui de Saint-Pierre.

## Œuvres
- Julie Pellizzone (préf. Michel Vovelle), Souvenirs (1787-1815) : transcrits par Hélène Èchinard, présentés et annotés par Pierre et Hélène Échinard et Georges Reynaud, t. I, Paris, Indigo & Côté-femmes éditions - Publications de l'Université de Provence, coll. « Des femmes dans l'histoire », 1995, 543 p. (OCLC 489584178, BNF 35790339)
- Julie Pellizzone (préf. Guillaume de Bertier de Sauvigny), Souvenirs Journal d'une marseillaise (1815-1824) : transcrits par Hélène Èchinard, présentés et annotés par Pierre et Hélène Échinard et Georges Reynaud, t. II, Paris, Indigo & Côté-femmes éditions - Publications de l'Université de Provence, coll. « Des femmes dans l'histoire », 2001, 482 p. (ISBN 2-911571-50-9, OCLC 489901799).
- Julie Pellizzone, Souvenirs Journal d'une marseillaise (1824-1836) : transcription d' Hélène Èchinard, présentés et annotés par Pierre et Hélène Échinard et Georges Reynaud, t. III, Paris, Indigo & Côté-femmes éditions - Publications de l'Université de Provence, coll. « Des femmes dans l'histoire », 2012, 442 p. (ISBN 2-35260-091-X, OCLC 866823771, BNF 43668827).